# Delosperma lavisiae
Delosperma lavisiae är en isörtsväxtart som beskrevs av L. Bol.. Delosperma lavisiae ingår i släktet Delosperma, och familjen isörtsväxter. Inga underarter finns listade i Catalogue of Life.

## Bildgalleri

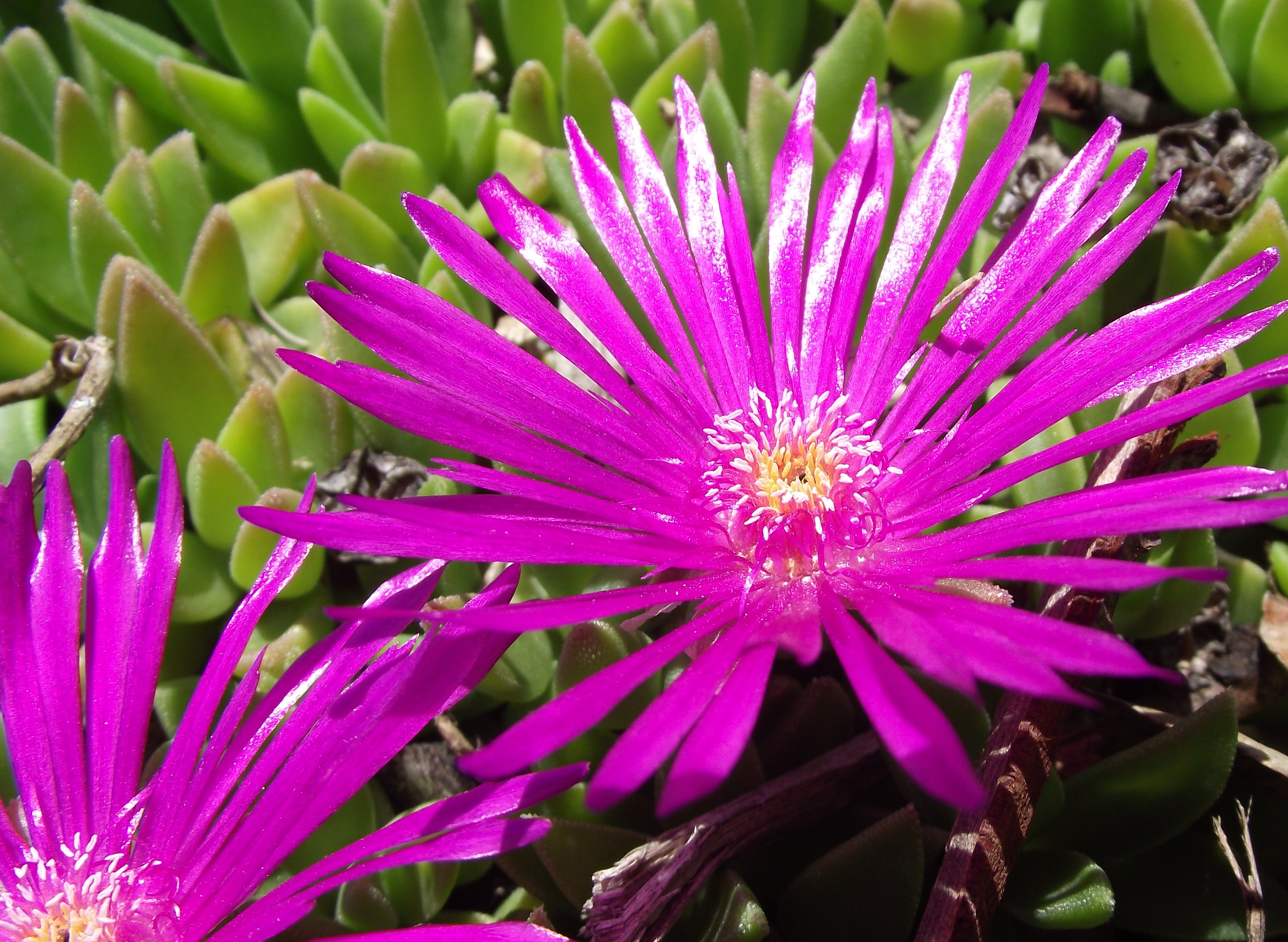